# Fortaleza del Río Madeira
La Fortaleza del Río Madeira es un sitio arqueológico de origen desconocida muy alejado de asentamientos humanos en el Estado de Rondonia (Brasil). 

## Ubicación y descripción
Está ubicado en las coordenadas Lat. 9° 32.319’ Sur / Long. 65° 27.193’ Oeste a una altitud de 226 metros sobre el nivel del mar. Está en un cerro llamado Serra da Muralha (en idioma portugués), a una distancia de aproximadamente 14 kilómetros de la orilla del Río Madeira.
Consta de una muralla circular de un metro de altura, cuya circunferencia es de aproximadamente 600 metros.

## Individuación y estudio
El sitio arqueológico RO-GM-8: Serra da Muralha fue investigado por el arqueólogo Eurico Miller en 1979. Está constituido por una muralla de 380m de extensión de trazado elíptico irregular. Suelo rocoso, con una depresión natural en el centro de unos 12 x 8 m, cubierta de sedimentos cuya estratigrafía proporcionó cerámica y carbón.

## Interpretaciones
El sitio arqueológico todavía no ha sido estudiado por arqueólogos profesionales así que es muy pronto para dar conclusiones sobre los verdaderos constructores de esa importante fortaleza.
Según el investigador Yuri Leveratto la fortaleza podría haber sido construida en época inca y sirvió para controlar el valle del Río Madeira. 